# Ainerigone
Ainerigone saitoi es una especie de araña araneomorfa de la familia Linyphiidae. Es el único miembro del género monotípico Ainerigone.

## Distribución
Se encuentra en Hokkaidō de Japón y en Sajalin y las Kuriles en Rusia